# Villa Faißt

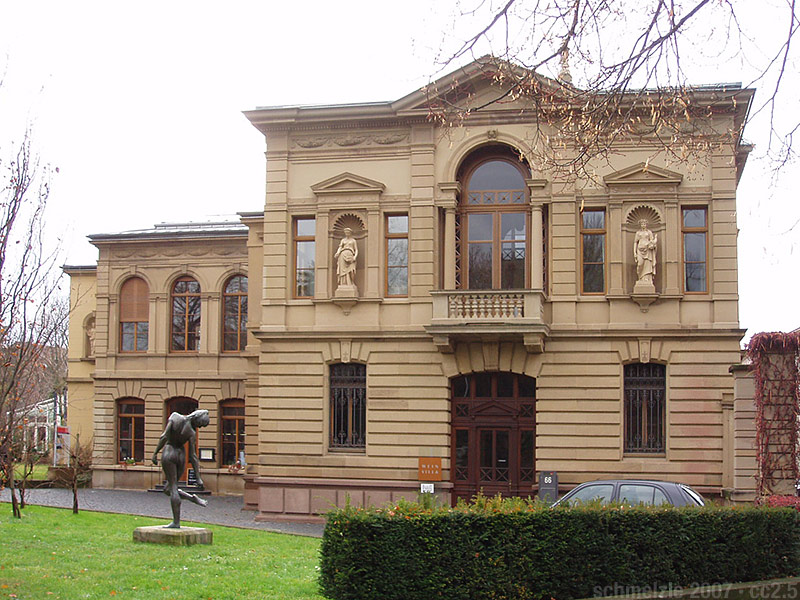
Villa Faißt in Heilbronn

Die Villa Faißt (seit 2000 auch als Wein-Villa oder Weinvilla bekannt) ist ein denkmalgeschütztes Gebäude an der Cäcilienstr. 66 in Heilbronn.

## Geschichte
Der von Christian Zillhardt 1873 errichtete Rohbau wurde 1875 von Andreas Faißt erworben und bis 1876  durch Robert von Reinhardt für die Witwe Andreas Faißts zu einer Villa umgebaut. Die Witwe Henriette, geborene Cluss war die Schwester von Adolf Cluss und August Cluss, mit dem Faißt 1865 die Brauerei Cluss gründete. Das Gebäude befand sich nach dem Tod der Witwe Faißt im Besitz verschiedener Unternehmer, war ab 1922 Sitz verschiedener Verwaltungen und von 1960 bis 1995 im Besitz der Stadt Heilbronn Sitz städtischer Ämter. Seit 2000 wird das Gebäude als repräsentative „Wein Villa“ durch ein Gemeinschaftsunternehmen von 16 Weingütern und der Genossenschaftskellerei Heilbronn-Erlenbach-Weinsberg e.G. unterhalten. Die renommierte Württemberger Gesellschaft hat in der Villa Faisst ihre Clubräume und lädt regelmäßig zu Clubtreffen, Vorträgen und Veranstaltungen in den Räumlichkeiten ein.

## Architektur

### Hauptbau
Der Hauptbau an der Cäcilienstraße wurde im Zuge der Erweiterung der Stadt Heilbronn ab 1873 nach Plänen von Christian Zillhardt im schlichten Stil erbaut. Bis 1876 erfolgte ein Umbau zur Villa nach Entwürfen des Robert von Reinhardt. Das Gebäude hat einen Vorbau, in dessen Erdgeschoss eine Eingangshalle ist. Zu dieser Eingangshalle führt ein Portal, über dem eine Balkonbrüstung mit Balustrade und Rundbogen-Loggia zu sehen ist. Neben der bogenbekrönten Loggia im 1. Stock befinden sich zwei Statuen. Eine Figur trägt als Symbol der Liebe mehrere Rosen (Flora, Rose als Symbol der Liebe) die andere trägt Getreideähren (Demeter; Brot als Symbol der Liebe und Barmherzigkeit/Caritas). An der Südseite der Fassade des Hauptbaus befindet sich ein Fresko von Bader. Es zeigt ein Putto mit Akanthusblättern. Akanthus war ein immer wieder wiederkehrendes Motiv Baders. Die Schleifen zeigen bereits Anzeichen des bevorstehenden Jugendstils. Die aufwändige Dekoration über der Rundbogen-Loggia ist verloren gegangen.

### Anbau

#### Außenarchitektur mit Allegorie der Musik
1893 wurde nach Plänen von Ernst Walter und Karl Luckscheiter ein Anbau errichtet. Dabei entstanden zur Gartenseite hin Anbauten, wie Veranden und ein Gewächshaus, das mit Nischenfiguren geschmückt wurde. An der Fassade des Anbaus im Süden befindet sich eine weitere Statue mit der Lyra, als Schutzpatronin für die Musik. Die Allegorie für Musik weist somit auf die besondere Funktion des Anbaus hin, in dem sich der Musiksaal befindet.

#### Innenarchitektur mit Garten- und Musiksaal
Im Erdgeschoss des Anbaus befindet sich der ehemalige Gartensaal. Bemerkenswert dort die Fresken mit den vier Jahreszeiten. Im Winter wurden hier die Kübelpflanzen vor Frost geschützt; im Sommer konnte Henriette Faißt hier mit Freunden den Tee in der Kühle des Saals einnehmen. Der Gartensaal erinnert in seiner „Pracht an italienische Renaissancevorbilder in Florenz und Mantua“.
Im Obergeschoss auf der Gartenseite befindet sich der ehemalige Musiksaal, in dem der Komponist Hugo Wolf musiziert hat. Das Musikzimmer bildet den „Prunksaal der Villa“. Die Wände sind aufwändig mit Malerei und Stuckfries verziert. Pilaster und Lisenen sind so kunstvoll bemalt, als bestünden sie tatsächlich aus echtem ockerfarbenem Marmor. Unterhalb der Ecke wurden in zartblauen Tönen Medaillons gemalt, die die  4 Elemente (Feuer, Wasser, Luft und Erde) als tanzende Frauengestalten darstellen. Gewölbekuppel und Giebel über den imitierten Marmorintarsien. Die Decke zeigt ein großes rechteckiges Oberlicht mit dekorativer Eisensprossung. An einer Seite ein Landschaftsbild, mit dem Motiv der Blauen Grotte in Capri. Im Vorraum zum Musiksaal war eine Mauer mit Musikinstrumenten verziert gewesen, die jedoch wegen mangelnder Restaurierungsmöglichkeiten provisorisch wieder hinter einer weißen Verblendung geschützt wurde, so ist es nachfolgenden Generationen möglich, dies wiederherzustellen.

Deckenfresken der vier Jahreszeiten von Ernst Bader im Gartensaal
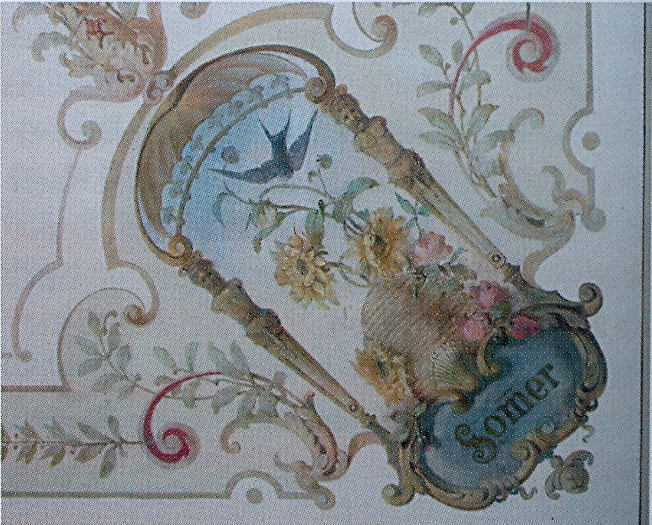
Deckenfresko, „Sommer“ von Ernst Bader (Maler)
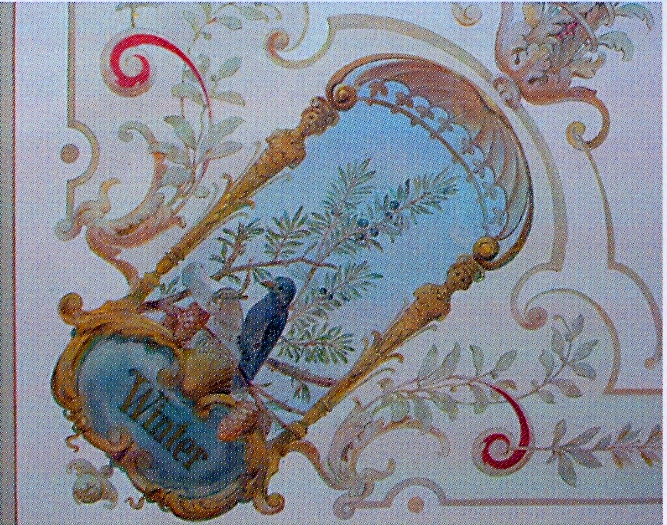
Deckenfresko, „Winter“ von Ernst Bader (Maler)

## Kunstgeschichtliche Bedeutung
Es ist ein Bau „aus der frühen Phase des süddeutschen Historismus“ 
Die Innenausstattung von E. Bader spiegelt italienisches Intérieur von der Antike bis zur Neo-Renaissance wider.